# Angelique (Computerspielreihe)
Angelique (jap. アンジェリーク, Anjerīku) ist der Titel mehrerer Computerspiele von Koei. Das erste der Spiele erschien 1994. Angelique ist der Begründer des Genres der Otome-Spiele („Spiele für junge Frauen“), d. h. Spiele, in denen eine romantische Beziehung aufgebaut werden muss (Ren’ai-Spiele), hier von einer Frau zu einem Mann. Das Genre bildete damit den Gegenentwurf zu den Bishōjo-Spielen – Ren’ai-Spiele für Männer. Bei der von dem IT-Unternehmen FreeM veranstalten Otome Game of the Year 2007 landete die Reihe auf dem 9. Platz.
Basierend auf den Computerspielen erschienen mehrere Manga-, Anime- und Hörspielreihen.

## Inhalt
Die Spiele sowie deren Adaptionen spielen in einem Universum, das von einer Königin regiert wird, der neun Wächter zur Seite stehen. Als eine der möglichen neuen Königinnen wurde die 17-jährige Angelique Limoges auserkoren. Nun wird ihr ein Land übergeben, das sie besiedeln lassen und regieren soll. Dabei wird unter den Kandidatinnen diejenige Königin, deren Land zuerst besiedelt ist.
Dabei treffen die Kandidatinnen auch auf die Wächter und können sich mit ihnen anfreunden. Sollten sie sich jedoch verlieben, können sie nicht mehr Königin werden, jedoch glücklich mit ihrer Liebe weiterleben.

## Spiele
Das Charakterdesign der Spiele stammt von Yura Kairi.

### Angelique
Im ersten Teil schwinden die Kräfte der alten Königin des Universums und die Prüfungen der Anwärterinnen beginnen. Der Spieler der Anwärterin fröhlichen, aber tollpatschigen Angelique Limoges (アンジェリーク・リモージュ) muss sich die Kooperation der einzelnen Wächter der neun Elemente Licht, Dunkelheit, Wind, Wasser, Feuer, Pflanzen, Eisen, Träume und Erde erarbeiten, um damit einen Kontinent eines Planeten aufzubauen. Ihre Rivalin ist dabei die würdevolle Rosalia de Catargena (ロザリア・デ・カタルヘナ).
Am 23. September 1994 erschien die Ren’ai-Simulation (Dating-Sim) Angelique bei Koei für das Super Famicom und am 8. Dezember 1995 die Angelique Premium Box. Am 22. Dezember 1995 veröffentlichte NEC Electronics Angelique Special für PC-FX, bei dem die Musik überarbeitet wurde und die Dialoge eine Vertonung bekamen, wobei der Inhalt gleich blieb. Bei Koei erschien am 29. März 1996 eine Umsetzung für Sega Saturn, PlayStation und Windows 95, und das ursprüngliche Angelique bekam als Angelique Voice Fantasy (アンジェリーク ヴォイスファンタジー) eine vertonte Fassung für das Super Famicon auf CD. Am 30. Juli 1998 erschien von Koei für Sega Saturn und PlayStation Angelique Duet (アンジェリーク デュエット). Dieses basiert auf Angelique Special, jedoch konnte man statt der eigentlichen Heldin auch ihre Rivalin Rosalia als Protagonistin verwenden. Am 21. März 2002 erschien eine Adaption des ursprünglichen Angelique für den Game Boy Advance und am 6. April 2006 eine Umsetzung von Angelique Duet für das Nintendo DS.

### Angelique Special 2
Ein neues Universum wurde aus dem Nichts geboren mit Angelique Limoges als Königin und Rosalia als ihrer Assistentin. In der Fortsetzung Angelique Special 2 (アンジェリークSpecial2) findet abermals eine Prüfung zur Wahl der nächsten herrschenden Königin statt. Kandidaten sind die vom Spieler gespielte Angelique Collet (アンジェリーク・コレット) und ihre Rivalin Rachel Heart (レイチェル・ハート). Diesmal müssen mit Hilfe der Kraft der Wächter ganze Planeten neugeschaffen werden. Die Kandidaten werden zusätzlich von 3 Lehrern im Geist, Empfindsamkeit und Würde geschult, und insgeheim von 3 weiteren Helfern unterstützt. Die Anzahl der möglichen Liebesinteressen der Protagonistin steigt damit auf 15.
Das Spiel erschien am 6. Dezember 1996 bei NEC Electronics für PC-FX. Von Koei erfolgten am 4. April 1997 Fassungen für Sega Saturn und Windows 95 und am 11. April 1997 für die PlayStation, je in einer regulären und einer Premium Box.

### Angelique Trois
Im dritten Teil Angelique Trois (アンジェリーク トロワ) ist Angelique Collet Königin des neuen Universums geworden mit Rachel Heart als ihrer Assistentin. Beide sowie die restlichen 15 Männer aus Angelique Special 2 finden sich auf einem mysteriösen Kontinent namens Arcadia wieder. Zusätzlich trifft sie auf einen weiteren, wodurch sie aus 16 Männern auswählen kann.
Das Spiel erschien am 22. November 2000 in einer regulären Fassung und einer Premium Box bei Koei für die PlayStation 2 auf CD-ROM. Am 5. Juli 2002 erschien mit Aizōban Angelique Trois (愛蔵版　アンジェリーク トロワ) eine Sammlerausgabe auf DVD für die PlayStation 2. Auf dieser befanden sich Filme, gesprochene Audiodateien, Szenen mit den weiblichen Figuren und einen Auszug aus der OVA Angelique: Shiroi Tsubasa no Memoire (アンジェリーク 白い翼のメモワール).

### Angelique Etoile
In Angelique Etoile (アンジェリーク エトワール) wird die junge Ange (エンジュ) ausgewählt den Densetsu no Etoile (伝説のエトワール, dt. „legendären Stern“) zu suchen, um das Universum zu retten. Dabei trifft sie auf die Königin Shinchō-Universums (神鳥の宇宙, Shinchō no uchū, dt. „Universum des göttlichen Vogels“) Angelique Limoges und deren Wächter, sowie auf die Königin des Seijū-Universums (聖獣の宇宙, seijū no uchū, dt. „Universum des heiligen (Fell-)Tiers“) Angelique Collet und deren Wächter. Die Wächter von Angelique Collet sind hierbei die 3 Lehrer und die 3 Helfer aus dem zweiten Teil sowie 3 weitere Personen. Zusätzlich mit einem mysteriösen Schwertkämpfer hat Ange die Auswahl aus 19 Männern.
Das Spiel erschien am 19. Dezember 2003 bei Koei auf CD für Windows. Am 16. September 2004 wurde eine Adaption mit zusätzlichen Filmen und vertonten Szenen auf DVD für die PlayStation 2 veröffentlicht. Beide Fassungen erschienen je in einer regulären und einer Premium Box.

### Neo Angelique
Waren die vorherigen Spiele stets Ren’ai-Simulationen, vollzog Neo Angelique (ネオ アンジェリーク) den Wechsel in das verwandte Genre der Ren’ai-Adventure. Damit einher ging der Verzicht auf den Aufbau-Simulationsteil und eine Reduzierung der möglichen Liebesinteressen.
Neo Angelique erschien am 6. März 2006 bei Koei für die PlayStation 2. Am 27. März 2008 erschien Neo Angelique Full Voice (ネオ アンジェリーク フルボイス) mit zusätzlichen Ereignissen und einer vollständigen Stimmausgabe. Am 20. September 2008 erschien Neo Angelique Special (ネオ アンジェリーク Special) mit 4 neuen Figuren.
Basierend auf Neo Angelique erschien eine 5-bändige Manga-Reihe und eine Anime-Fernsehserie.

### Angelique Retour
Angelique Retour (アンジェリーク ルトゥール) ist eine überarbeitete Neuauflage des ersten Teils. Es erschien am 17. Dezember 2015 für die PlayStation Portable und PlayStation Vita in einer regulären Ausgabe und einer Treasure Box genannten Sammlerausgabe samt Artbooks, Soundtrack und weiteren Zugaben.

### Weitere
Es erschienen zwei Spiele die von der Spielmechanik an ein Brettspiel angelehnt waren:
- Fushigi no Kuni no Angelique (ふしぎの国のアンジェリーク) für PC-FX (1996), PlayStation (1997), Sega Saturn (1997), Windows (1997) und Game Boy Advance (2002)
- Sweet Ange (スウィートアンジェ, Suwīto Anje) für Game Boy Color (1999)

Außerdem erschien das Rollenspiel Angelique: Tenkū no Requiem (アンジェリーク 天空の鎮魂歌, Anjerīku: Tenkū no Rekuiemu) im Jahr 1998 für PC-FX und 1999 für die PlayStation.
Von 2011 bis 2012 wurde auf der Social-Network-Plattform GREE das Social Network Game Love Love Tenshi-sama – Angelique (ラブラブ天使様～アンジェリーク～) angeboten.

## Manga
Zum ersten Teil erschien die Manga-Reihe Angelique von Kairi Yura im Asuka des Verlags Kadokawa Shoten. Von November 1996 bis Juli 2003 wurde er auch in elf Sammelbänden veröffentlicht, mit einer Neuauflage (shinsōban) zwischen Juli und November 2006 als Shinsōban Angelique (新装版 アンジェリーク). Diese bestand aus nur 5 Bänden, hatte jedoch eine doppelte Seitenanzahl pro Band.

## Anime

### OVA
Im Jahr 2000 erschien eine erste Original Video Animation zum Spiel mit dem Titel Angelique – Shiroi Tsubasa no Memoire (アンジェリーク　～白い翼のメモワール～, dt. „Angelique: Die Erinnerungen/Memoiren der weißen Flügel“). Sie hat zwei Folgen mit je 28 Minuten Laufzeit.
2001 folgte zum dritten Teil Angelique Trois die dreiteilige OVA Angelique – Seichi yori Ai o Komete (アンジェリーク ～聖地より愛をこめて～, dt. „Angelique: Von dem Heiligen Ort in Liebe“) und 2002 die achtteilige OVA Angelique: Twin Collection (アンジェリーク Ｔｗｉｎコレクション).

### Koisuru Tenshi Angelique
Basierend auf Angelique Etoile wurde vom 8. Juli bis zum 30. September 2006 auf Asahi Broadcasting eine 13-teilige Fernsehserie mit dem Titel Koisuru Tenshi Angelique – Kokoro no Mezameru Toki (恋する天使アンジェリーク ～心のめざめる時～, dt. „Der verliebte Engel Angelique – Die Zeit, als das Herz erwachte“) ausgestrahlt. Die Serie wurde vom Studio Satelight unter der Regie von Susumu Kudo produziert. Das Charakterdesign entwarf Kairi Yura. Die Musik stammt von Hikaru Nanase. Vom 5. Januar bis zum 23. März 2007 folgte die Fortsetzung Koisuru Tenshi Angelique – Kagayaki no Ashita (恋する天使アンジェリーク ～かがやきの明日～, dt. „Der verliebte Engel Angelique – Das leuchtende morgen“) mit zwölf Folgen.

### Neo Angelique Abyss
Eine Anime-Serie zum Spiel Neo Angelique Abyss (ネオ アンジェリーク Abyss) mit 12 Folgen und direkt im Anschluss Neo Angelique Abyss – Second Age (ネオ アンジェリーク Abyss -Second Age-) mit 13 Folgen wurde vom 7. April bis 29. September 2008 auf TV Tokyo und mit bis zu einer Woche Versatz auch auf TV Aichi, TVQ Kyushu, TV Setouchi, AT-X, TV Ōsaka und TV Hokkaidō ausgestrahlt. Der Anime wurde von Yumeta Company produziert, Regie führte Shin Katagai. Das Charakterdesign entwarf Maki Fujioka und die künstlerische Leitung übernahm Chikako Shibata. Die Musik stammt ebenfalls von Hikaru Nanase.
Ab 2. Januar 2009 wurden beide mit englischen Untertiteln auf Crunchyroll gestreamt.

## Synchronsprecher
| Rolle                         | japanischer Synchronsprecher (Seiyū)                   |
| ----------------------------- | ------------------------------------------------------ |
| Angelique Limoges             | Yuri Shiratori                                         |
| Rosalia de Catargena          | Kotono Mitsuishi                                       |
| Angelique Collet              | Yōko Asada                                             |
| Rachel Heart                  | Miki Nagasawa                                          |
| Ange                          | Yōko Honna (nur Anime)                                 |
| Wächter des Lichts Julious    | Shō Hayami                                             |
| Wächter der Dunkelheit Clavis | Kaneto Shiozawa, Hideyuki Tanaka (ab Angelique Etoile) |
| Wächter des Windes Randy      | Nobutoshi Hayashi/Canna                                |
| Wächter des Wassers Lumiale   | Nobuo Tobita                                           |
| Wächter des Feuers Oscar      | Ken’yū Horiuchi                                        |
| Wächter der Pflanzen Marcel   | Hiro Yūki                                              |
| Wächter des Eisens Zephel     | Mitsuo Iwata                                           |
| Wächter der Träume Olivie     | Takehito Koyasu                                        |
| Wächter der Erde Luva         | Toshihiko Seki                                         |

| Rolle     | japanischer Synchronsprecher (Seiyū) |
| --------- | ------------------------------------ |
| Angelique | Aya Endō                             |
| Rayne     | Hiroki Takahashi                     |
| Nyx       | Tōru Ōkawa                           |
| J. D.     | Masaya Onosaka                       |
| Hyūga     | Daisuke Ono                          |
| René      | Kappei Yamaguchi                     |
| Bernard   | Daisuke Hirakawa                     |
| Mathias   | Taiten Kusunoki                      |
| Erenfried | Miyu Irino                           |
| Jet       | Yūichi Nakamura                      |
| Roche     | Ryōhei Kimura                        |